# پترسون کمپانیز
پترسون کمپانیز (انگلیسی: Patterson Companies) شرکت بهداشت و درمان آمریکایی است، که در سال ۱۸۷۸ تأسیس شد.